# Tom Schütz
Tom Schütz (Bamberg, 20 februari 1988) is een voormalig Duitse middenvelder.

## Carrière
Schütz begon zijn carrière bij de jeugdploegen van van TSV Burgpreppach en 1. FC Haßfurt. In 2005 kwam hij naar de tweede ploeg van Bayern München, die toen in de Regionalliga, de toenmalige Duitse derde klasse en later in de 3. Liga, speelde. Hoewel hij in de 112 matchen voor de ploeg maar een doelpunt maakte, evolueerde hij tot een van de sterkhouders en werd in het seizoen 2009/2010 kapitein. Daarnaast speelde hij in 2007 met de nationale U20 van Duitsland een wedstrijd tegen de U20 van Oostenrijk. In het seizoen 2010/2011 wisselde hij naar een andere derdeklasser, SV Babelsberg 03.
Voor het seizoen 2011/2012 wisselde hij naar de voormalige tweedeklasser Arminia Bielefeld, waar hij zich tot een van de sterkhouders in het middenveld evolueerde. Met Bielefeld promoveerde hij twee keer naar de 2. Bundesliga (2013 en 2015) en degradeerde hij een keer naar de 3. Liga (2014). Ook won hij met Bielefeld twee keer de Westfalenpokal (2012 en 2013).

## Successen
- Tweede bij het kampioenschap voor de A-jeugd met Bayern München (2006)
- Promotie naar de 2. Bundesliga (2013 en 2015)
- Winnaar van de Westfalenpokal (2012 en 2013)